# Piccoli suicidi tra amici
Piccoli suicidi tra amici (Hurmaava joukkoitsemurha) è un romanzo dello scrittore finlandese Arto Paasilinna, pubblicato nel 1990
Il romanzo ha ispirato  un film omonimo ed è stato tradotto in coreano, ceco, cinese, spagnolo, islandese, polacco, lituano, danese, norvegese, svedese, estone, giapponese, serbo, sloveno, russo, francese, tedesco, oltre che in italiano.

## Trama
Il direttore fallito Onni Rellonen decide di ritentare il suicidio. Per commettere il gesto supremo sceglie un posto tranquillo, un vecchio fienile appartato, ma il posto è già occupato dal colonnello Hermanni Kemppainen, che per lo spavento dell'arrivo di Onni scivola con il cappio al collo. Fortunatamente il nuovo venuto gli salva la vita e i due passano molto tempo parlando del proposito comune, trovando anche conforto l'un l'altro. 
Si rendono conto che in Finlandia il problema dei suicidi è molto sentito, mettono un annuncio sul giornale per trovare altri disperati come loro bisognosi di aiuto. L'annuncio ottiene un grande successo, i due ricevono un gran numero di lettere. Per problemi organizzativi cercano la collaborazione di una persona esperta in lavori di segreteria: la trovano nella conturbante vicepreside Helena Puusaari, che a sua volta aveva risposto all'annuncio. I tre organizzano un seminario sul tema, invitando gli interessati in un ristorante di Helsinki. Dall'incontro nascono idee particolari, gli aspiranti suicidi vogliono compiere l'estremo atto in compagnia, ma in modo "elegante". 
Partono attraversando la Finlandia, cercando i compagni di sventura che non avevano potuto partecipare al seminario, trovando tra uno di loro un autotrasportatore proprietario di un pullman granturismo che guida la comitiva fino a Capo Nord, dove viene tentato il primo suicidio collettivo. I membri del gruppo non sono ancora tutti convinti, attraversano l'Europa per arrivare a compiere il gesto finale in Portogallo, ma tra avventure, incontri e perdite inaspettate di qualcuno del gruppo, gli appartenenti alla Libera Associazione Morituri Anonimi (così infatti si erano autodenominati) non ritengono più necessario abbandonare la vita.

## Personaggi
Onni Rellonen
Imprenditore sulla cinquantina con diversi fallimenti alle spalle, compreso quello del suo matrimonio. «Rellonen era un tipo magro, di media statura, le orecchie piuttosto grandi e un lungo naso arrossato in punta». È spesso chiamato il direttore Rellonen.
Hermanni Kemppainen
Colonnello dell'esercito finlandese, vedovo, che diventerà grande amico di Rellonen.
Helena Puusari
Vicepreside trentacinquenne di Toijala, assoldata da Rellonen e Kemppainen come segretaria per gestire il loro progetto. Ha l'hobby di visitare i cimiteri e alla fine, accantonati i propositi di suicidio, sposerà Kemppainen.
Jarl Hautala
Ingegnere in pensione del Consorzio ponti e strade, con un cancro incurabile. Gode di grande considerazione presso gli aspiranti suicidi.
Seppo Sorjonen
Cameriere del ristorante dove ha luogo il convegno degli aspiranti suicidi. Si aggrega al gruppo nonostante non abbia intenzione di porre fine alla propria vita, anzi, ha l'ambizione di vedere pubblicati i suoi racconti. È detto il cameriere extra e il guastatriboli.
Jarmo Korvanen
Sottufficiale fuori servizio, di Vaasa. È incariocato dal colonnello di fargli da secondo in occasioni che richiedono strategia militare, come nel caso della scaramuccia con i naziskin nell'hotel in cui si sono fermati in Germania.
Uula Lismanki
Allevatore lappone di renne, in fuga dalla giustizia per una questione di appropriazione indebita. Giunto in Portogallo, s'impadronisce del pullman e si getta in mare deciso a suicidarsi, ma alla fine riesce a uscirne e si stabilisce nel posto, dove prende il nome portoghese di Ulvao São Lismanque.
Jari Kalevi Kosunen
Disoccupato trentenne appassionato di volo, suicidatosi col biossido di carbonio in un'auto nel garage dell'ambasciatore dello Yemen del Sud. Al suo funerale partecipa il gruppo degli aspiranti suicidi con in testa il colonnello, cosa che suscita grande emozione nei presenti.
Rauno Korpela
Trasportatore con tendenze suicide, proprietario e presidente della «Saetta di Korpela». Mette gratuitamente a disposizione della comitiva degli aspiranti suicidi il suo pullman più lussuoso.
Mikko Heikkinen
Quarantacinquenne insegnante di ingegneria meccanica alla scuola professionale di Savonlinna. È il proprietario di un vaporetto in disarmo, e per questo è chiamato il capitano di lunga secca. Muore nel paesino svizzero di Münster per essere precipitato in un dirupo, non si sa se volontariamente.
Urho Jääskeläinen
Agricoltore di Röntteikkösalmi, nei cui terreni campeggiano gli aspiranti suicidi, che in cambio si offrono di aiutarlo nei lavori della fattoria.
Elsa Taaivitsainen
Insegnante di economia domestica di Savonlinna, maltrattata dal marito che per questo abbandona per unirsi alla comitiva.
Sakari Piippo
Allevatore di animali da pelliccia di Närpiö, che ha cercato senza grande successo di addestrare per farli esibire in un circo. Si unisce ai Morituri Anonimi dopo essere stato lasciato dalla moglie.
Ermei Ronkkala
Sessantenne ispettore capo dei servizi segreti, che indafa sul sodalizio degli aspiranti suicidi, sospettando che si tratti di una copertura per qualche attività losca. Alla fine muore d'infarto.
Hellevi Nikula, Leena Mäki-Vaula, Lisbeth Korhonen
Tre giovani donne della comitiva che, durante le tappe in Alsazia, abbandonano il gruppo e adescano uomini locali. Arrestatate dalla polizia francese in stato di ebbrezza, sono poi consegnate al colonnello.
Tarja Halttunen
Giovane donna di Espoo malata di AIDS, che intreccia una relazione con Jarl Hautala. I due decidono di non affrettare le loro inevitabili morti.

## Opere derivate
Nel 2000, il regista finlandese Ere Kokkonen ha diretto l'omonimo film Hurmaava joukkoitsemurha (titolo inglese: A Charming Mass Suicide), in lingua originale con sottotitoli in inglese.

## Edizioni in italiano
- Arto Paasilinna, Piccoli suicidi tra amici, collana Gli Iperborei, traduzione di Maria Antonietta Iannella e Nicola Rainò, postfazione di Diego Marani, n. 139, Milano, Iperborea, 2006, ISBN 88-7091-139-X.
- Arto Paasilinna, Piccoli suicidi tra amici, legge Romano De Colle, Feltre, Centro Internazionale del Libro Parlato, 2014.